# Phyciodes herlani
Phyciodes herlani is een vlinder uit de familie Nymphalidae. De wetenschappelijke naam van de soort is voor het eerst geldig gepubliceerd in 1975 door Bauer.